# 漢東旼
漢東旼（： Han Dong Min，2004年8月10日—），藝名TAE SAN（： Tae San）。韓國男歌手及舞者，現為韓國男子音樂組合BOYNEXTDOOR的成員。2023年5月30日，BOYNEXTDOOR發行第一張單曲專輯《WHO!》出道。

## 生平

### 早年
漢東旼出生於光州廣域市西區花亭洞，本貫清州韓氏，而漢東旼上동네스타 K4時表示：「我父親曾經住在那，那是我父親的家鄉，友善的鄉下人，我爺爺的朋友們用的。我父親從來沒有說過我是隊長，但我猜他們可能想寫更多。
漢東旼認為自己是幻想家，一般人躺在床上都會玩手機，而我卻是放音樂沉浸在夢中入睡，我覺得這足以證明我是個幻想家；在迄今為止做過的夢當中，繞著宇宙移動行星的事情印象最深刻。
平時也喜歡想象，所以不怎麼看電影、電視劇、YouTube，只讀小說，看影片的話，有時僅憑目前的場面就能想象完，隨後1～2個小時就能看完，但是讀書的話，需要更長的時間才能想象主人公們會以怎樣的面貌、怎樣的風景、怎樣的步伐前進。最近很喜歡看金浩然作家的《不便利的便利店》這本書，故事情節為一位露宿者在便利店打工，要負責安慰各種客人、審視自己，而這本書僅憑我這樣的說明，是無法傳達那種感動的。
漢東旼認為自己從爸爸那受到很大的音樂影響，上幼兒園時，父親就給我聽披頭四等藝術家的音樂，因此和音樂變得親近，像超脫樂團、木匠兄妹、理查德·山德森等不是我這一代的音樂家們的音樂，也是父親推薦的，所以喜歡上了。其認為要想唱好流行音樂，就要很好地理解在一個時代被稱為最棒的以前藝術家的音樂，故同時聽舊音樂和最新音樂，不分類型，特別是音樂方面本來就很喜歡超脫樂團，搖滾在合唱中爆發出的聲音也很多，所以感情上的餘韻很大，故很喜歡。
我記得到初中3年級為止MBTI結果都是ENFP，現在是INTJ，除了好朋友以外，在陌生人面前則變成了內向的性格。如果把我的感情告訴對方，不想他也跟著我一起受苦，所以自己慢慢解決問題，相反，能認同我的感情的就是音樂，從小關係好的也是音樂，我累的時候安慰我的也是音樂，我開心的時候讓我更加興奮的也是音樂。從高一開始正式作曲，喜歡將當時我的感情原封不動地表現出來的音樂，幾個月後再聽那首歌的話，可以抱著「啊，我當時是以這種感情寫的歌」的想法聽音樂。

### BOYNEXTDOOR
2023年5月30日，與明宰鉉、朴成淏、李常赫、金桐儇、金雲鶴組成BOYNEXTDOOR，發行首張單曲專輯《WHO!》正式出道。
2023年9月4日，發行首張迷你專輯《WHY..》，當日由M2播出回歸秀《BOYNEXTDOOR 2NIGHT》。 
2024年1月16日，發行數位單曲〈400 Years〉。
2024年4月15日，發行第二張迷你專輯《HOW?》。
2024年7月10日，BOYNEXTDOOR發行首張日語迷你專輯《AND,》。
2024年9月9日，以迷三《19.99》回歸。
2024年12月31日，於「MBC歌謠大祭典」與ZEROBASEONE的章昊、TWS的申惟和道勳、進行合作舞臺，演唱了DAY6的〈Time of Our Life〉
2025年1月6日，發行數位單曲〈오늘만 I LOVE YOU〉

## 音樂作品
| 日期          | 專輯     | 歌曲                             | 歌手        | 備註           |
| ------------- | -------- | -------------------------------- | ----------- | -------------- |
| 2023年5月30日 | WHO!     | But I Like You                   | BOYNEXTDOOR | 參與作詞、作曲 |
| 2023年5月30日 | WHO!     | Serenade                         | BOYNEXTDOOR | 參與作詞、作曲 |
| 2023年9月4日  | WHY..    | Crying                           | BOYNEXTDOOR | 參與作詞、作曲 |
| 2023年9月4日  | WHY..    | But Sometimes                    | BOYNEXTDOOR | 參與作詞、作曲 |
| 2023年9月4日  | WHY..    | ABCDLOVE                         | BOYNEXTDOOR | 參與作詞、作曲 |
| 2024年1月16日 | 單曲     | 400 Years （页面存档备份，存于） | BOYNEXTDOOR | 參與作詞、作曲 |
| 2024年4月15日 | HOW?     | Earth, Wind & Fire               | BOYNEXTDOOR | 參與作詞、作曲 |
| 2024年4月15日 | HOW?     | l i f e i s c o o l              | BOYNEXTDOOR | 參與作詞、作曲 |
| 2024年4月15日 | HOW?     | Dear. My Darling                 | BOYNEXTDOOR | 參與作詞、作曲 |
| 2024年4月15日 | HOW?     | Earth, Wind & Fire（英語版）     | BOYNEXTDOOR | 參與作詞、作曲 |
| 2024年4月15日 | HOW?     | Amnesia                          | BOYNEXTDOOR | 參與作詞、作曲 |
| 2024年4月15日 | HOW?     | So let's go see the stars        | BOYNEXTDOOR | 參與作詞、作曲 |
| 2024年6月19日 | AND,     | Earth, Wind & Fire （日語版）    | BOYNEXTDOOR | 參與作詞、作曲 |
| 2024年6月19日 | AND,     | But Sometimes（日語版）          | BOYNEXTDOOR | 參與作詞、作曲 |
| 2024年9月2日  | 19.99    | Dangerous                        | BOYNEXTDOOR | 參與作詞、作曲 |
| 2024年9月9日  | 19.99    | Gonna Be A Rock                  | BOYNEXTDOOR | 參與作詞、作曲 |
| 2024年9月9日  | 19.99    | Nice Guy                         | BOYNEXTDOOR | 參與作詞、作曲 |
| 2024年9月9日  | 19.99    | 20                               | BOYNEXTDOOR | 參與作詞、作曲 |
| 2024年9月9日  | 19.99    | Call Me                          | BOYNEXTDOOR | 參與作詞、作曲 |
| 2024年9月9日  | 19.99    | Nice Guy (英語版)                | BOYNEXTDOOR | 參與作詞、作曲 |
| 2025年1月6日  | No Genre | IF I SAY, I LOVE YOU             | BOYNEXTDOOR | 參與作詞、作曲 |
| 2025年5月13日 | No Genre | I Feel Good                      | BOYNEXTDOOR | 參與作詞、作曲 |
| 2025年5月13日 | No Genre | Step By Step                     | BOYNEXTDOOR | 參與作詞、作曲 |
| 2025年5月13日 | No Genre | 장난처? (Is That True?)          | BOYNEXTDOOR | 參與作詞、作曲 |
| 2025年5月13日 | No Genre | I Feel Good (英語版)             | BOYNEXTDOOR | 參與作詞、作曲 |

## 影音作品

### 表演作品
| 日期          | 歌名                             | 原唱          | 表演者 | 平台/節目      | 備註             |
| ------------- | -------------------------------- | ------------- | ------ | -------------- | ---------------- |
| 2024年2月16日 | 寂寞                             | 2NE1          | 漢東旼 | YouTube        | 與朴成淏、金桐儇 |
| 2024年9月10日 | Dear. My Darling                 | BOYNEXTDOOR   | 漢東旼 | 加長型禮車服務 | 唱歌影音         |
| 2024年9月10日 | 現實人生                         | 理查德·山德森 | 漢東旼 | 加長型禮車服務 | 唱歌影音         |
| 2024年9月10日 | 금요일에 만나요 （金曜日見面吧） | IU            | 漢東旼 | 加長型禮車服務 | 唱歌影音         |
| 2024年9月10日 | Without You                      | 1TYM          | 漢東旼 | 加長型禮車服務 | 唱歌影音         |

## 影視作品
| 播出日期      | 錄製日期     | 平臺 | 節目                   | 項目 | 備註                     |
| ------------- | ------------ | ---- | ---------------------- | ---- | ------------------------ |
| 2024年9月16日 | 2024年8月5日 | MBC  | 第十九屆偶像明星運動會 | 射箭 | 與朴成淏、李常赫、明宰鉉 |

## 主持作品
| 年份   | 日期            | 頻道    | 節目名稱             | 參與成員 | 備註   |
| ------ | --------------- | ------- | -------------------- | -------- | ------ |
| 2024年 | 4月17日－7月3日 | YouTube | 《COMING HOME NEXT》 | 與朴成淏 | [ 31 ] |

## 註腳
1. 1 2  [5]
2. ↑  雖本貫為清州韓氏[註 1]，但目前根據官方手寫漢字為「漢」[1]
3. ↑  一條懸掛著的橫幅，上面寫著：「임실읍 신안리 금동（故）한상록 손자 한동민（예명 태산）아리돌 그룹 리더 데뷔 그릅명（보이넥스트도어）청주 한씨 입실군 종친회 일몽」（任實邑新安里琴洞故韓尚祿（音譯）的孫子韓東旼，藝名Taesan，作為偶像團體隊長出道。清州韓氏 任實郡宗親會）[4]
4. 1 2 3 4  [6]
5. ↑  截至2023.06.12